# 420 (voilier)
Pour les articles homonymes, voir 420 (homonymie).
Le 420 (prononcé « quat'vingt » mais aussi « quatre cent vingt ») est une classe de bateau de type dériveur double (à deux équipiers) dessinée en 1958 par l'architecte naval français Christian Maury à la demande de l'école de voile de Socoa, à Ciboure. Il fut pensé dans un hangar à Lahonce, aujourd'hui transformé en trinquet. Relativement bon marché, il fut très prisé dans les années 1960 et 1970. Il est d'une construction robuste et s'adresse aux poids légers, pour un usage tourné principalement vers la compétition (du moins pour les unités neuves). Aujourd'hui, il s'agit toujours d'un des dériveurs les plus représentés en régate chez les 15-21 ans.

## Historique
La classe de bateau est conçue pour l'initiation, d'après un cahier des charges établi par Pierre Latxague et Aristide Lehoerff, moniteurs en chef du centre de Socoa. Lancé en 1958 au sein de la tonnellerie bordelaise Lanaverre, le bateau sera ensuite essayé et modifié par le régatier Francis Mouvet, qui dessina le logo et anima l'UNIQUA (l'association de propriétaires).
L'excellent travail d'optimisation du bateau par Francis Mouvet, qui formait avec son épouse un équipage « poids mouche » de 110 kg, se traduisit par une voilure un peu limitée qui fait du 420 un bateau pour juniors et poids légers, sauf dans le grand vent où il donne toute sa mesure. Pour l'usage en école de voile cette voilure raisonnable est un atout. Latxague et Lehoerff avaient tout d'abord envisagé de plomber la dérive pour limiter les chavirages, ce qui se révéla peu pratique.

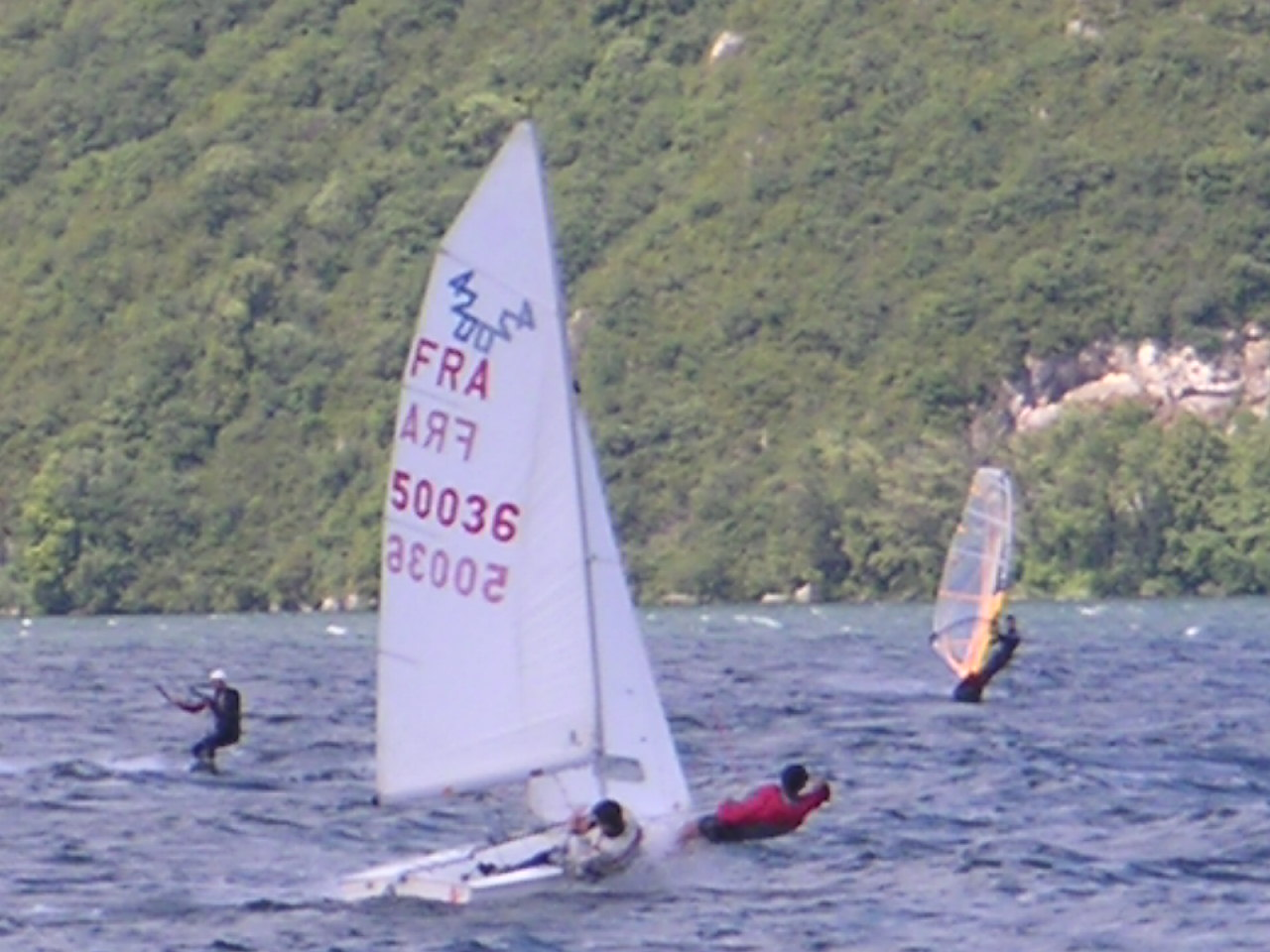
Sylvain Ratouis sur un 420.

Il fut fabriqué en grande série  (pour l'époque), en polyester, tout d'abord par l'industriel bordelais Lucien Lanaverre, puis par de nombreux chantiers dans le monde (Snapir - Israël, Poliglas, puis Roga - Espagne, Nautivela - Italie, Vanguard - États-Unis) lorsque l'IYRU (aujourd'hui ISAF) lui a accordé le statut de série internationale. 
Le 420 est un des bateaux qui ont symbolisé la popularisation de la voile. Ses qualités et son prix abordable lui ont  assuré un succès immédiat et une diffusion mondiale. Le 420 s'est révélé également adapté à la compétition, où il est utilisé de préférence par les équipages légers (entre 60 et 80 kilogrammes par équipier) masculins, mixtes ou féminins.
La pression de la compétition et une certaine sophistication, jointe à la vogue du catamaran et de la planche à voile ont limité sa diffusion auprès des écoles de voiles et des pratiquants occasionnels, à partir des années 1980, mais il reste prisé des mordus de régate et de certains barreurs du dimanche qui restaurent des unités d'occasion pour un coût raisonnable. Malgré de nouveaux concurrents tel que le 29er, skiff de taille similaire pour des gabarits équivalents, le 420 reste le dériveur double le plus populaire en compétition pour les jeunes de 15-21 ans. Les régates nationales regroupent en effet souvent plus de 100 équipages en France.

## Description
Le gréement du 420 est en sloop bermudien : il possède un seul mât, en bois initialement  et en aluminium ensuite, de 6,10 mètres de haut doté de deux voiles, le foc à l'avant et la grand-voile à l'arrière. Une troisième voile, le spinnaker, peut être installée en moins de dix secondes par les équipages expérimentés pour les allures portantes. Le spinnaker est de type symétrique et nécessite l'usage d'un tangon. Toutes les voiles sont en Dacron. Le mât supporte une paire de câbles de trapèze destinés à l'équipier, tandis que le barreur dispose de sangles de rappel. Le safran et la dérive  sont montés sur des axes pivot.

## Pratique

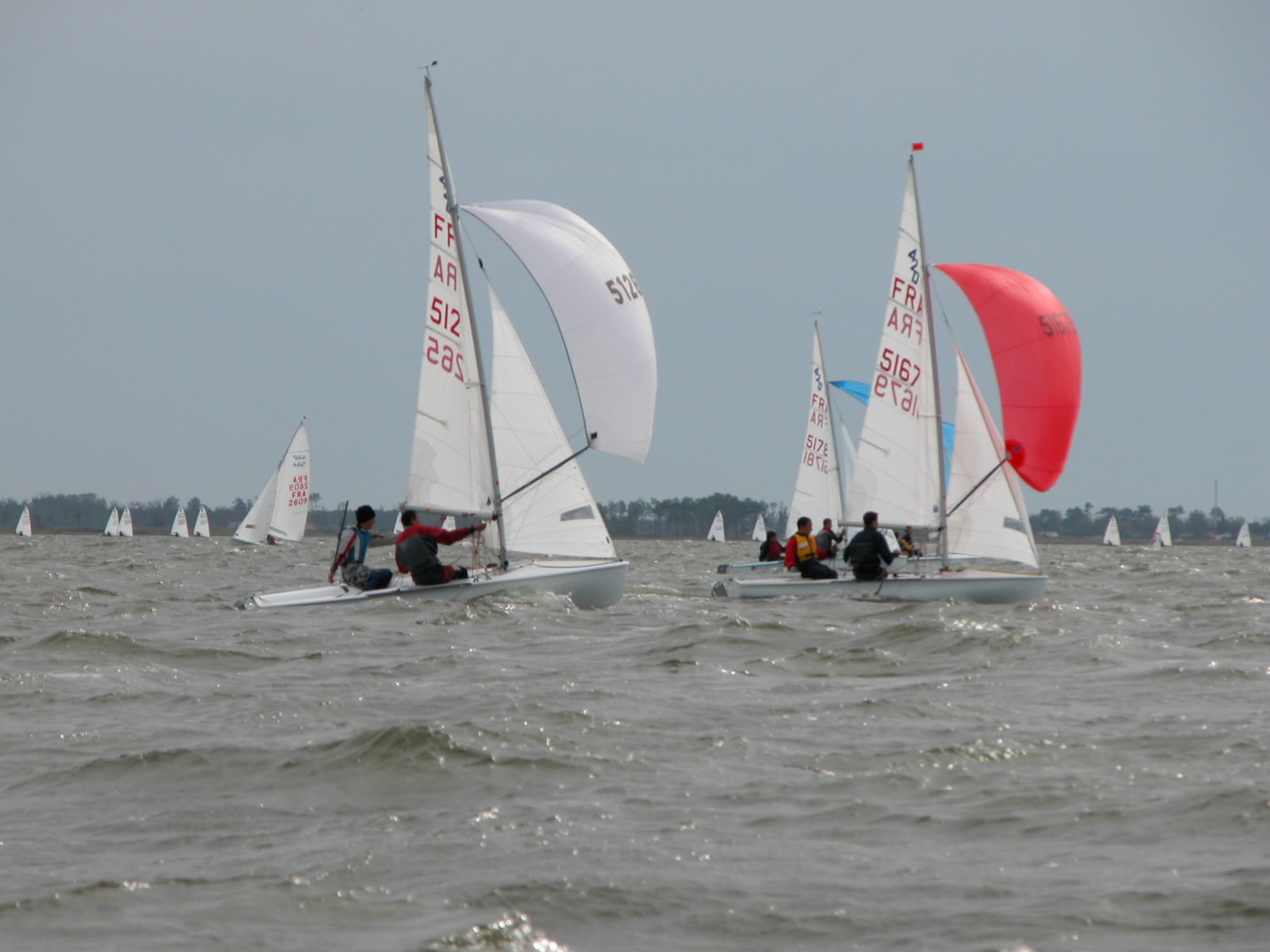
Une régate de 420.

Le 420 est pratiqué pour la compétition ou le loisir. Le circuit de régate de 420 en France est actif, avec quatre régates nationales par an et de nombreuses autres d'un niveau interrégional à international. Il s'agit notamment d'un support privilégié pour les jeunes de 15 à 21 ans désirant naviguer en double après l'Optimist, et en attendant d'avoir le poids et l'expérience nécessaire pour pouvoir naviguer sur son grand frère, le 470, qui est support olympique. Le 420 est presque exclusivement utilisé pour des courses en flottes. Le plan de régate classique est celui de la voile légère et est de type trapèze. Malgré sa conception datant de 1958, le 420 reste prisé des régatiers. En effet, il est relativement lent (du moins par rapport à son concurrent le 29er), ce qui oblige à accorder une  grande attention à la tactique, tandis que le 29er, plus rapide, privilégie la technique. Malgré tout, le circuit de régates est en perte de vitesse, et le Championnat de France n'a rassemblé que 50 bateaux en 2019 contre 75 bateaux quatre ans auparavant.